# 아샨티주

아샨티주

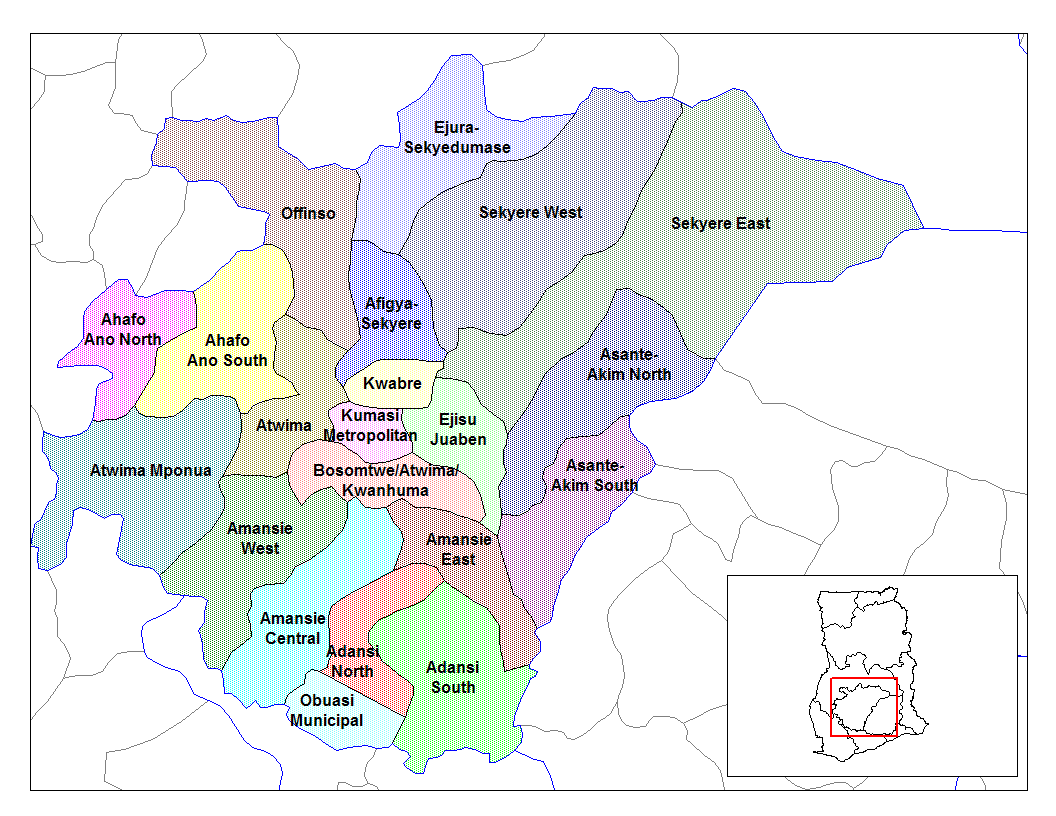
아샨티주의 군

아샨티주(Ashanti Region)는 가나 중부에 위치한 주로, 가나에서 인구가 가장 많은 주이다. 주도는 쿠마시이며 인구는 3,612,950명(2000년 기준), 면적은 24,389km2이다. 27개 군을 관할한다.

## 같이 보기
- 아샨티인